# Pfarrer Braun: Kur mit Schatten
Kur mit Schatten ist ein deutscher Fernsehfilm von Wolfgang F. Henschel aus dem Jahr 2010. Es handelt sich um die achtzehnte Episode der ARD-Kriminalfilmreihe Pfarrer Braun mit Ottfried Fischer in der Titelrolle.

## Handlung
Pfarrer Braun erhält von Bischof Hemmelrath die Aufgabe, dem klammen Bistum neue Einnahmequellen zu eröffnen. Gleichzeitig weilt die Milliardärin Christa Menges zur Kur im Grand Hotel Ahlbeck auf Usedom, tritt allerdings als Sonja Hansen auf, um sich unentdeckt entspannen zu können. Als Katholikin gehört sie zu Brauns Gemeinde. Nach dem Gottesdienst lernt sie den deutsch-litauischen Lebemann Wiktor Radziwill kennen und verliebt sich rasch in ihn. Unter Vortäuschung falscher Tatsachen erleichtert er sie kurz darauf allerdings um fünf Millionen Euro.
Nachdem der Kleinkriminelle Klaas Wittek, Sohn der Künstlerin Isolde Wittek, bei einem Motorradunfall durch ein gespanntes Drahtseil ums Leben gekommen ist, beginnt Braun zu kriminalisieren. Wenig später findet Brauns Haushälterin Margot Roßhauptner, die aus Wellnessgründen in das Grandhotel gezogen ist, Wiktor tot in der Whirlpoolwanne des Hotels. Christa Menges wird inzwischen erpresst. Pfarrer Braun bemüht sich wie gewohnt um Aufklärung und soll gleichzeitig Christa Menges dazu bringen, eine halbe Million Euro an die katholische Kirche zu spenden. Hauptkommissar Geiger, der ihm zur Seite steht, erhält diesmal unfreiwillige Amtshilfe von polnischen Kollegen. Pfarrer Braun findet schließlich heraus, dass Wiktor Radziwill gemeinsam mit Leo Meschkat, dem Portier des Grandhotels, wohlhabende Damen verführte und finanziell ausnahm. Wiktor Radziwill tötete Klaas Wittek, weil dieser einen Teil des erpressten Geldes haben wollte und damit drohte, potentielle Opfer zu warnen. Um seinen Anteil an der Erpressung zu sichern, tötete Leo Meschkat anschließend Wiktor Radziwill mit einer giftigen Qualle. Schließlich gelingt es Geiger, Meschkat und den Polizisten Dressel (der sich mit dem von Radziwill erpressten Geld nach Russland absetzen wollte) festzunehmen und Braun die von Christa Menges übergebenen 2,5 Millionen Euro Lösegeld an Bischof Hemmelrath zu übergeben.

## Hintergrund
Für Kur mit Schatten wurde an Schauplätzen sowohl im Lassaner Winkel und auf Usedom als auch im Kasseler Umland gedreht. Die Erstausstrahlung fand Donnerstag, den 8. April 2010 auf Das Erste und im ORF 2 statt.

## Kritik
Die Kritiker der Fernsehzeitschrift TV Spielfilm gaben dem Film die schlechteste Wertung, sie zeigten mit dem Daumen nach unten. Sie fanden in dem Teil nur „Kalauer, so weit das trübe Auge reicht“ und konstatierten: „Bei dieser platten Posse hilft nur beten.“